# Mirina (Lemnos)

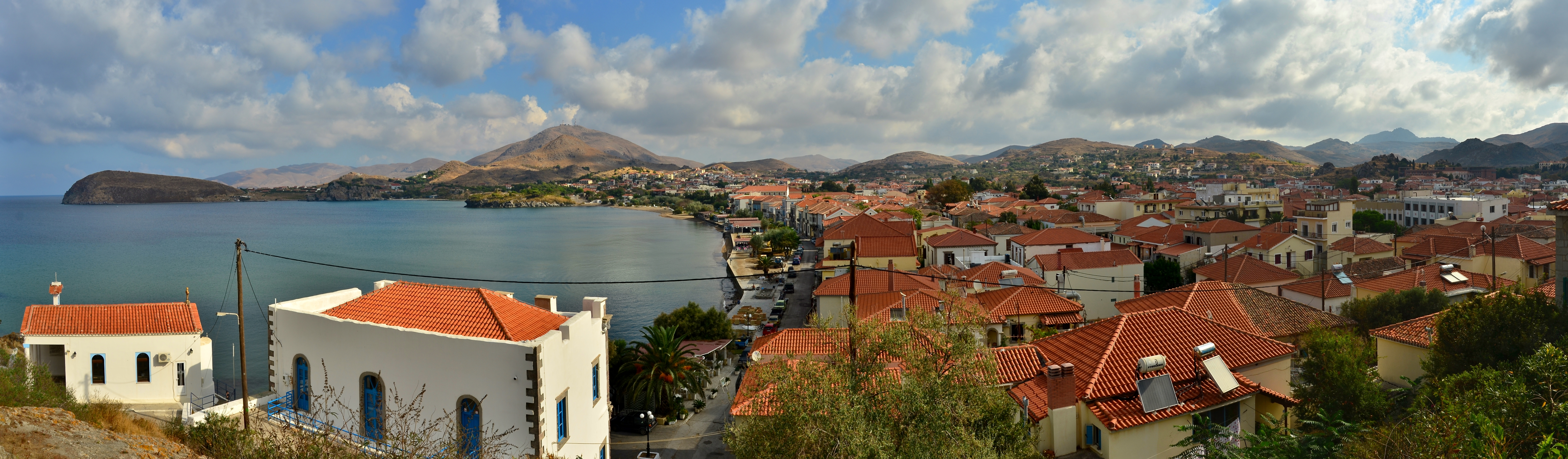
Vista de Mirina.

Mirina (en griego, Μύρινα) es el nombre que recibe una ciudad de la isla de Lemnos que fue mencionada ya en la Antigüedad por Heródoto. Se encuentra en la costa occidental de la isla, donde un promontorio central llamado Kastro separa dos bahías.
Según el historiador, las ciudades de la isla de Lemnos, Hefestia y Mirina, estaban habitadas por pelasgos. Estos pelasgos habían prometido devolver la isla a los atenienses si en alguna ocasión las naves atenienses, empujadas por los vientos del norte, conseguían llegar en menos de nueve días desde Atenas a la isla. Muchos años después, los atenienses bajo el mando de Milcíades el Joven hicieron la travesía en la estación de los vientos alisios en ocho días. Los habitantes de Hefestia abandonaron la isla pero los de Mirina se resistieron y fueron asediados hasta que se rindieron, en torno al año 500 a. C.
Según la mitología griega, se llamó así en honor a Mirina, hija de Creteo y mujer de Toante.